# Pont-barrage d'Ivoz-Ramet

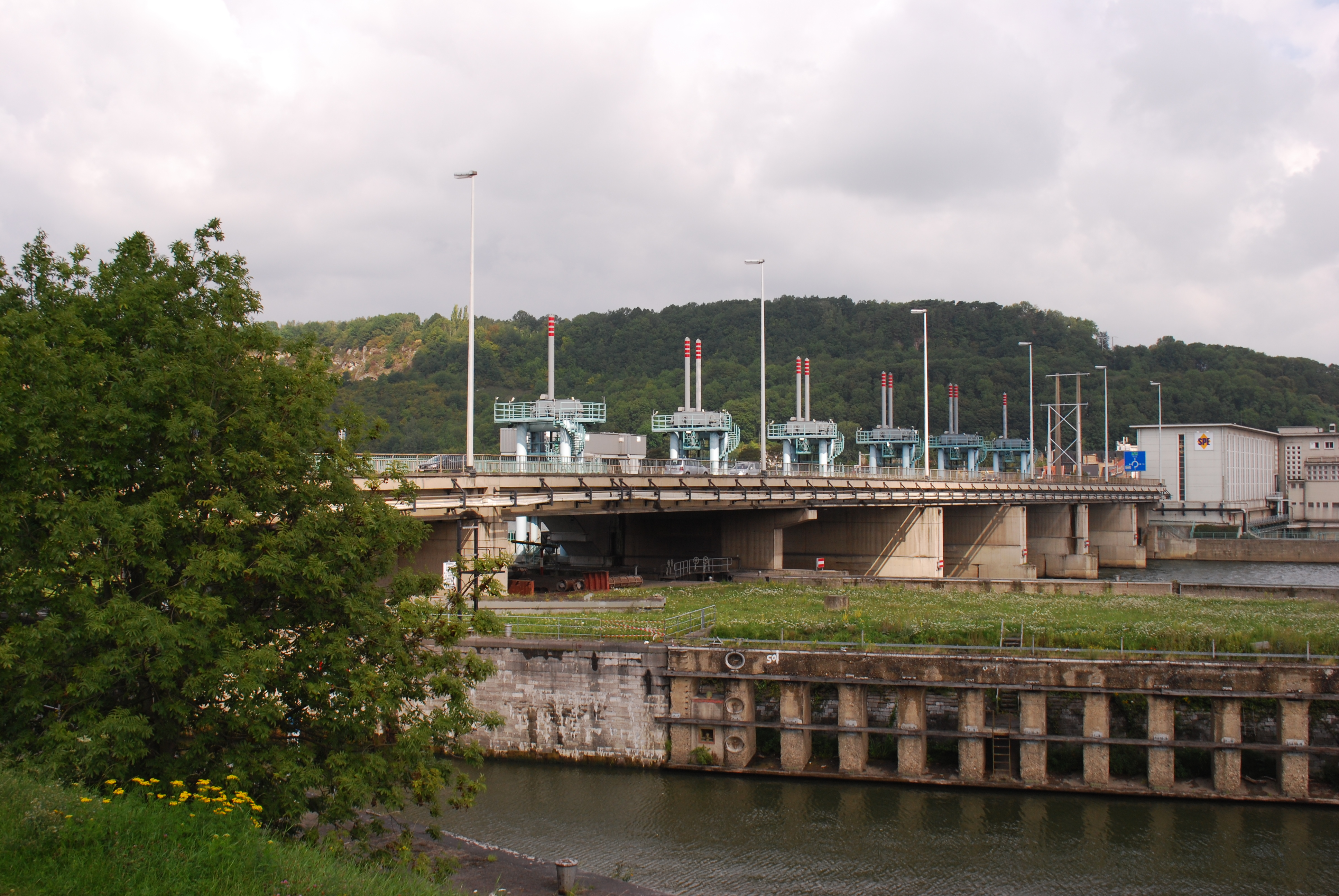
Pont-barrage d'Ivoz-Ramet

De Pont-barrage d'Ivoz-Ramet is een combinatie van een stuw met sluizen in de Maas en een brug daaroverheen, gelegen in de Belgische gemeente Flémalle. De stuw is voorzien van een waterkrachtcentrale.
De brug vormt de verbinding tussen Flémalle-Haute en Ivoz.

## Geschiedenis
De eerste sluis (136 x 16 m) werd aangelegd tussen 1929 en 1932, terwijl van 1934-1936 nog in een kleine sluis (55 x 7,5 m) werd voorzien. In 1938 werd bovendien een stuw aangelegd die voorzien werd van een waterkrachtcentrale. In 1940 werd deze door het Belgische leger opgeblazen om reeds tijdens de Tweede Wereldoorlog te worden hersteld. Van 1998-2000 werd de stuw gerenoveerd. Jaarlijks produceert de centrale omstreeks 40 GWh; de drie turbines hebben een gezamenlijk vermogen van 9,9 MW.
In 2011 werd de kleine sluis, die al sinds 1999 buiten gebruik was, gesloopt om vervangen te worden door een nieuw exemplaar, dat veel groter is (225 x 25 m) dan de reeds bestaande grote sluis. In 2014 werd het project opgeleverd.
Het sluizencomplex is goed voor de jaarlijkse doorvaart van 20.000 à 25.000 binnenvaartschepen, en bovendien nog 3.500 pleziervaartschepen.